# Mehmet Özal
Mehmet Özal (Ankara, 31 ottobre 1978) è un ex lottatore turco, specializzato nella lotta greco-romana.

## Palmarès

### Olimpiadi
- 1 medaglia:
  - 1 bronzo (Atene 2004 nei 96 kg)

### Mondiali
- 3 medaglie:
  - 2 ori (Carolina del Nord 2000 nei 97 kg; Mosca 2002 nei 96 kg)
  - 1 bronzo (Patrasso 2001 nei 96 kg)

### Europei
- 1 medaglia:
  - 1 bronzo (Mosca 2000 nei 96 kg)

### Giochi del Mediterraneo
- 1 medaglia:
  - 1 bronzo (Almería 2005 nei 96 kg)